# Ablació (geologia)

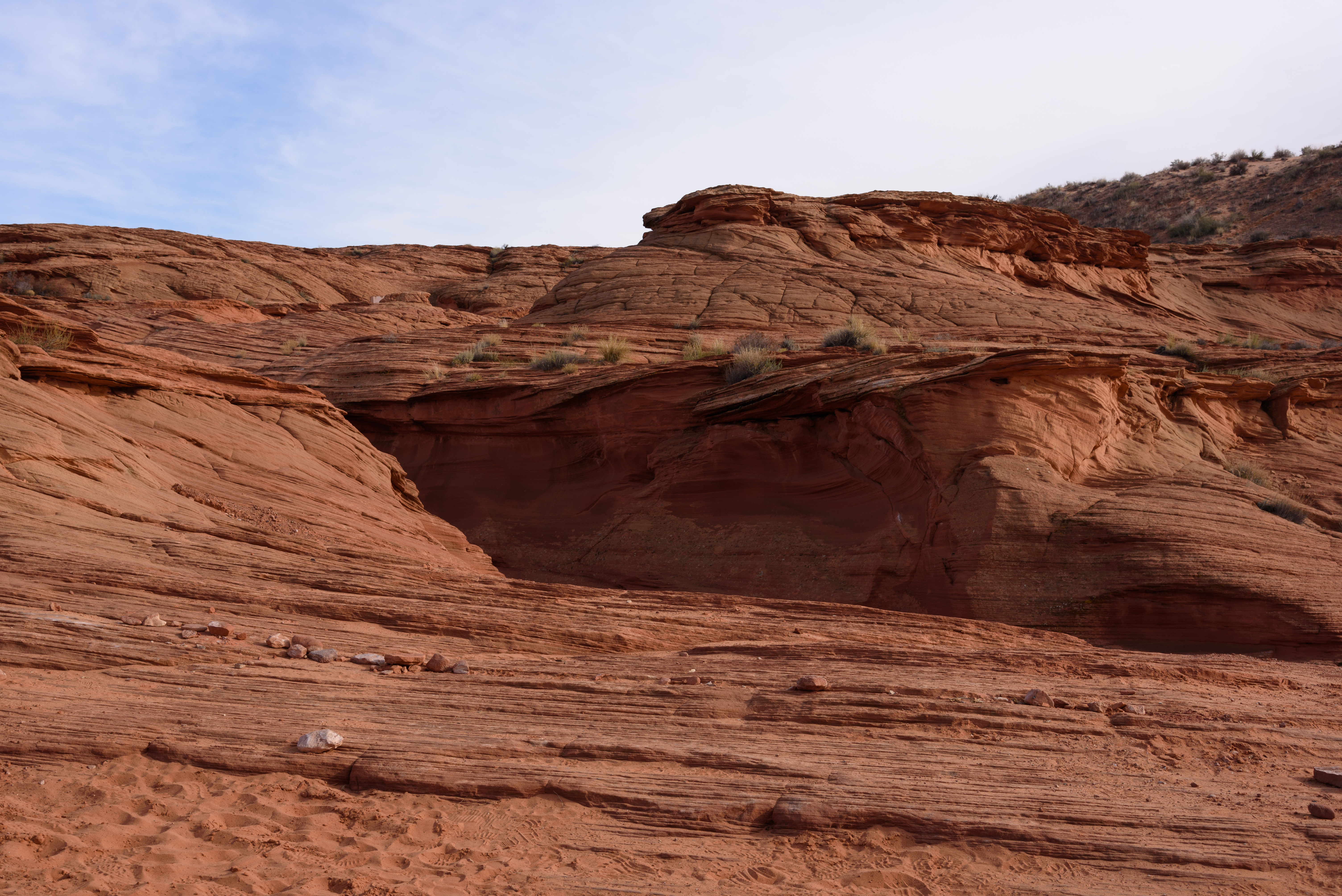
Confluència de processos erosius d'ablació al Navajo Upper Antelope Canyon, Arizona, Estats Units

Ablació (geografia, geologia, geomorfologia) és el procés o conjunt de processos d’erosió mecànica o química d’arrencada i emportament dels materials sòlids que condueixen a un rebaixament de qualsevol relleu. També s'empra el terme denudació per a designar els mateixos tipus de processos d'ablació o erosius.(en: ablation; es: ablación; fr: ablation). Proces d’erosió (arrencada i exportació) de materials sòlids que provoquen la disminució de la cota d'un terreny i la degradació per erosió.

## Ablació glacial
Conjunt de processos que tenen lloc en les parts baixes d'una glacera per les quals aquesta perd part de la seva massa quan les pèrdues superen les aportacions. Entre ells, el principal és la fusió del gel, amb resultats diferents segons si afecta:
- la massa de gel que envolta un fragment de roca de mida petita, de manera que el fragment s'enfonsa generant petits conductes cilíndrics

- una superfície amb una capa potent de detritus que aïllen el gel subjacent, la qual cosa retarda la minva de gel i la fusió dona lloc a la formació de monticles de graves amb gel a dins o a una topografia amb monticles i depressions.[2]

Són processos d'ablació aquells que duen a terme i causen la pèrdua total del gel dipositat o la neu caiguda en les glaceres o geleres. Consisteixen en la fusió a l'estiu de part de la massa de neu o gel acumulats, i en glaceres estables ve compensada per l'acumulació de neu a l'hivern i pel flux de gel entre les diferents parts de la glacera. En glaceres en zones temperades (glaceres de muntanya) es dona a la part baixa de la glacera (zona d'ablació), on el gel està a una temperatura de zero graus, i suposa la fusió de la neu acumulada al curs superior (zona d'acumulació). En canvi, a les glaceres fredes (a les zones polars) que tenen tota la massa de gel a temperatures inferiors als zero graus, l'ablació és molt reduïda.